# Mike Väth
Mike Väth (* 1967 in Frankfurt am Main) ist ein deutscher Techno-Musiker, DJ, Digitalkünstler und Kommunikationsdesigner.

## Leben
Der 1967 als jüngster von drei Brüdern in Frankfurt am Main geborene Mike Väth, einer seiner Brüder ist Sven Väth, trat erstmals Anfang der 1990er Jahre als Künstler in Erscheinung. 1993 gründete er die Künstlervereinigung ProVäth als multimediales Projekt aus Licht, Musik, Raum, Bild und Wort. 1996 folgte die Ausstellung Genesis - Visionäre Schöpfungsgeschichte in der Frankfurter DigitalART Gallery. Gemeinsam mit dem Künstler Andrea Chiappa präsentierte Väth 1997 die Ausstellung Tightrope Walk (Gratwanderung) – Das Technotarot auf der Burg Falkenstein bei Kronberg im Taunus.
Später wandte sich Väth auch der Musikproduktion zu. Gemeinsam mit den Musikern René Walliczek und Paul Schulte gründete er 1999 den Live Act Mike Väth Project. Im gleichen Jahr erschienen erste Singles auf dem Plattenlabel Macrolon. Nach einer musikalischen Pause war Väth ab Mitte der 2000er Jahre als DJ aktiv. Für mehrere Jahre war er bei Anthony Rothers Plattenlabel datapunk tätig. 2009 gründete er mit Sandro und Marco Junker von Audionatica sein eigenes Musiklabel Gon Records, auf dem unter anderem Releases von Audionatica, Alex Modigliani, Axel Karakasis und DJ Danko erschienen.
Väth hat zwei Töchter und einen Sohn. Seit dem Jahr 2007 lebt er mit seiner Familie in Zürich.

## Diskografie
- 1999: Mike Väth – Last Run (Macrolon)
- 1999: Leavy Morell & Mike Väth – Autoknacker und 13 Jahre Stockbett (Macrolon)
- 1999: Mike Väth – Herrscher der Zeit & Acid Soul (Macrolon)
- 2000: Mike Väth Project – Electric Swarm / Relax (Macrolon)
- 2012: Mike Väth – Tightrope EP (Nachtstrom Schallplatten)
- 2013: Mike Väth – Bass EP (Nachtstrom Schallplatten)
- 2016: Mike Väth & Marco Piangiamore – Halogen (Skynet)
- 2016: Mike Väth & Marco Piangiamore – Terminator EP (Afu Limited)
- 2018: Mike Väth & Marco Piangiamore – Impact EP (Afu Limited)